# Quebrada de Acha (Quebrada)
La quebrada de Acha o río Acha, también es llamada quebrada Higuera, es un lecho de agua que nace en las laderas occidentales del Altiplano de la Región de Arica y Parinacota y fluye con dirección general norte hasta desembocar en el río San José, por su lado izquierdo.: 29 

## Caudal y régimen
Las fuertes lluvias que caen durante la temporada de verano, durante el fenómeno conocido como invierno altiplánico, provocan violentas crecidas del caudal. Sin embargo, su caudal normal no superan los 10 l/s.: 42 

## Historia
Luis Risopatrón lo describe en su Diccionario jeográfico de Chile (1924):: 611 
Acha (Quebrada de). Seca, corre hacia el NW i desemboca en la parte inferior de la de Azapa, cerca del mar. 156.
Este cauce es llamado  quebrada de Acha por Luis Risopatrón y en su origen recibe el nombre quebrada de Higuera.

## Población, economía y ecología
El 1 de febrero de 2019 el río se desbordó arrasando todo el campamento coraceros en la ciudad de Arica con las violetas crecidas aumentando su caudal por productos del Invierno altiplánico de 2019.